# Квинт Катий
Квинт Катий (на латински: Quintus Catius) е политик и офицер на Римската република през 3 век пр.н.е. по времето на Втората пуническа война.

## Биография
Произлиза от плебейската фамилия Катии от племето вестини в днешен Абруцо.
През 210 пр.н.е. е плебейски едил с Луций Порций Лициний. Двамата подаряват бронзови статуи в храма на богинята Церера от събрани пари от глоби и организират прекрасни игри (ludi). През 207 пр.н.е. той е легат в Канузиум на командващия офицер консул Гай Клавдий Тиберий Нерон и консулския му колега Марк Ливий Салинатор в боевете против Ханибал, когато е убит Хасдрубал Барка. През 205 пр.н.е. Катий е изпратен с Марк Помпоний Матон като посланик в Делфи с подаръци за храма.